# 창조도시
창조도시(creative city) 또는 창의도시는 창의성이 도시발전의 전략요소가 되는 도시이다. 창조도시는 시민들의 창의성을 함양할 수 있는 장소, 경험, 명소, 기회를 제공한다.

## 초기 개발
동업자들은 처음에는 살기 좋은 자원으로 디자인과 문화에 중점을 두었다. 1980년대 초 동업자들은 디자인과 문화적 편의시설의 경제적 가치를 문서화하는 프로그램을 시작했다. 편의의 경제학 프로그램은 지역사회의 문화적 편의와 삶의 질이 경제 발전 및 일자리 창출과 어떻게 연관되어 있는지 탐구했다. 이 작품은 전 세계 예술에 대한 다양한 경제적 영향 연구의 촉매제가 되었다.
동업자들이 사용한 핵심 개념은 문화 계획과 문화 자원이었는데, 이들은 이를 고품질 디자인, 건축, 공원, 자연 환경, 애니메이션, 특히 예술 활동과 관광을 포함한 도시 자원의 계획으로 보았다.
1970년대 후반부터 유네스코와 유럽 평의회는 문화산업에 대한 조사를 시작했다. 도시의 관점에서 볼 때, 1983/4년 그레이터 런던 의회(Greater London Council)에 임명되었을 때 문화 산업을 의제로 삼기 위해 문화 산업 부서를 설립한 사람은 닉 가넘(Nick Garnham)이었다. 그는 1930년대 문화산업을 일종의 괴물로 보고 한스 마그누스 엔첸스베르거의 영향을 받았던 테오도어 아도르노와 발터 벤야민의 원작을 바탕으로 다시 읽고 각색하면서 문화산업을 잠재적인 해방의 힘으로 보았다. 이 시대의 문화산업을 조사한 결과, 문화산업의 발전을 강조한 도시와 국가는 부가가치 창출, 수출, 신규 일자리 창출과 동시에 경쟁력을 뒷받침하면서 세계 경제 속에서 도시와 국가의 성장을 지속적으로 확대해 나가고 있음을 알 수 있었다.
창조도시라는 개념이 처음으로 언급된 것은 1988년 9월 호주 의회, 멜버른시, 기획환경부(빅토리아), 예술부(빅토리아)가 주최한 세미나에서였다. 그 초점은 다음과 같다. 예술과 문화적 관심이 도시 개발 계획 과정에 어떻게 더 잘 통합될 수 있는지 탐구한다. 빅토리아 주 기획 환경부 장관 데이비드 옌켄(David Yencken)의 기조 연설에서는 도시의 효율성도 중요하지만 훨씬 더 많은 것이 필요하다는 광범위한 의제를 설명했다.
또 다른 중요한 초기 플레이어는 찰스 랜드리(Charles Landry)가 1978년에 설립한 코미디아(Comedia)였다. 1991년 글래스고: 창조도시와 문화경제(Glasgow: The Creative City and its Cultural Economy)에 대한 연구는 1994년 영국과 독일의 창조도시(The Creative City)라는 도시 창의성에 관한 연구로 이어졌다.

## 같이 보기
- 창조산업
- 스마트 시티
- 유네스코 창의도시 네트워크